# Nhóm ngôn ngữ Lô Lô
Nhóm ngôn ngữ Lô Lô, còn gọi là Di ở Trung Quốc, nhóm Ngwi (Bradley 1997) hay nhóm Nisu (Lama 2012), là một nhóm gồm hơn 50 ngôn ngữ, hiện diện chủ yếu ở Vân Nam, Trung Quốc. Nhóm này có quan hệ gần nhất với nhóm Miến (gồm tiếng Miến và các ngôn ngữ liên quan). Cả nhóm Lô Lô và nhóm Miến, cũng như nhánh thượng tầng là Lô Lô, đều được phân định rạch ròi. Tuy vậy, việc phân loại nội tại giữa các học giả có phần thiếu đồng thuận hơn.
SIL Ethnologue (ấn bản 2013) ước tính có tổng cộng khoảng 9 triệu người bản ngữ các ngôn ngữ Ngwi, đông hơn cả là số người nói tiếng Nuosu (2 triệu người nói, thống kê 2000).

## Tên gọi
Lô Lô là tên thường gọi cho cả nhóm ngôn ngữ này. Một số tài liệu tránh tên gọi này do cho rằng Lô Lô mang ý miệt thị. Luǒluǒ là cách người Hán đọc tên tự gọi của người Di, và chỉ mang nghĩa xúc phạm khi được viết là 猓猓 (chữ 猓 này vốn chỉ một loài khỉ). Cách viết này đã bị chính quyền Trung Quốc bài trừ từ thập niên 1950.
David Bradley dù tên gọi Ngwi (Ethnologue cũng dùng tên gọi này). Lama (2012) gọi nhóm này là nhóm Nisu ("Nisoic" trong tiếng Anh). Paul K. Benedict đề ra thuật ngữ Yipho, từ chữ Yi (Di) và yếu tố -po hay  -pho thường gặp trong ngôn ngữ Lô Lô, song thuật ngữ này chưa bao giờ được dùng phổ biến.

## Phân loại nội tại

### Bradley (2007)
Trước đây, nhóm ngôn ngữ Lô Lô thường được chia ra làm nhánh bắc (gồm tiếng Lisu và các phương ngôn tiếng Nuosu) và nhánh nam (các ngôn ngữ còn lại). Tuy nhiên, theo Bradley (1997) và Thurgood (2003:8), còn có một nhánh trung (gồm những ngôn ngữ mà trước đó xếp vào nhóm bắc hay nam). Bradley (2002, 2007) cho thêm một nhánh thứ tư: nhánh đông nam.
- Lô Lô Bắc: Nuosu, Nasu, vân vân...
- Lô Lô Trung: Lisu–Lipho (gồm Lolopo, Lalo), Micha, La Hủ, Cơ Nặc, vân vân...
- Lô Lô Nam: Akha–Hà Nhì, Phunoi–Bisu, Pholo, ’Ugong (Bradley 1997 loại tiếng ’Ugong khỏi nhánh này)
- Lô Lô Đông Nam: Nisu, Phù Lá, Sani, Azha, Khlula, Bokha, Phowa, vân vân...

Tiếng Ugong là một ngôn ngữ rất khác biệt; Bradley (1997) xếp nó vào nhóm Miến. Tiếng Thổ Gia cũng khó phân loại do khối từ vựng khác biệt. Những ngôn ngữ Lô Lô chưa phân loại khác là Gokhy (Gɔkhý), Lopi, A Xa.

### Lama (2012)
Lama (2012) phân loại 36 ngôn ngữ Lô Lô-Miến bằng cách xem xét điểm đổi mới về âm vị và từ vựng trong các ngôn ngữ. Ông cho rằng nhóm Mondzi nên là một nhánh riêng trong toàn nhóm Lô Lô-Miến. Lama cho rằng nhóm Mondzi tách khỏi phần còn lại trước cả nhóm Miến. Nhóm Lô Lô được phân loại như sau:
|  | Ca Trác: Ca Trác (Kazhuo), Samu (Samatao), Sanie, Sadu, Meuma                                               |
|  | |
|  | \| \| Lisu: Lisu, Lolopo, vân vân... \| \| \| \| \| \| Nisu: phân nhánh Nisu, phân nhánh Axi-Pu \| \| \| \| |
|  | |
|  | Lisu: Lisu, Lolopo, vân vân...                                                                              |
|  | |
|  | Nisu: phân nhánh Nisu, phân nhánh Axi-Pu                                                                    |
|  | |

|  | Lisu: Lisu, Lolopo, vân vân...           |
|  |                                          |
|  | Nisu: phân nhánh Nisu, phân nhánh Axi-Pu |
|  |                                          |

|  | Ca Trác: Ca Trác (Kazhuo), Samu (Samatao), Sanie, Sadu, Meuma                                               |
|  | |
|  | \| \| Lisu: Lisu, Lolopo, vân vân... \| \| \| \| \| \| Nisu: phân nhánh Nisu, phân nhánh Axi-Pu \| \| \| \| |
|  | |
|  | Lisu: Lisu, Lolopo, vân vân...                                                                              |
|  | |
|  | Nisu: phân nhánh Nisu, phân nhánh Axi-Pu                                                                    |
|  | |

|  | Lisu: Lisu, Lolopo, vân vân...           |
|  |                                          |
|  | Nisu: phân nhánh Nisu, phân nhánh Axi-Pu |
|  |                                          |

|  | Ca Trác: Ca Trác (Kazhuo), Samu (Samatao), Sanie, Sadu, Meuma                                               |
|  | |
|  | \| \| Lisu: Lisu, Lolopo, vân vân... \| \| \| \| \| \| Nisu: phân nhánh Nisu, phân nhánh Axi-Pu \| \| \| \| |
|  | |
|  | Lisu: Lisu, Lolopo, vân vân...                                                                              |
|  | |
|  | Nisu: phân nhánh Nisu, phân nhánh Axi-Pu                                                                    |
|  | |

|  | Lisu: Lisu, Lolopo, vân vân...           |
|  |                                          |
|  | Nisu: phân nhánh Nisu, phân nhánh Axi-Pu |
|  |                                          |

|  | Ca Trác: Ca Trác (Kazhuo), Samu (Samatao), Sanie, Sadu, Meuma                                               |
|  | |
|  | \| \| Lisu: Lisu, Lolopo, vân vân... \| \| \| \| \| \| Nisu: phân nhánh Nisu, phân nhánh Axi-Pu \| \| \| \| |
|  | |
|  | Lisu: Lisu, Lolopo, vân vân...                                                                              |
|  | |
|  | Nisu: phân nhánh Nisu, phân nhánh Axi-Pu                                                                    |
|  | |

|  | Lisu: Lisu, Lolopo, vân vân...           |
|  |                                          |
|  | Nisu: phân nhánh Nisu, phân nhánh Axi-Pu |
|  |                                          |

|  | Ca Trác: Ca Trác (Kazhuo), Samu (Samatao), Sanie, Sadu, Meuma                                               |
|  | |
|  | \| \| Lisu: Lisu, Lolopo, vân vân... \| \| \| \| \| \| Nisu: phân nhánh Nisu, phân nhánh Axi-Pu \| \| \| \| |
|  | |
|  | Lisu: Lisu, Lolopo, vân vân...                                                                              |
|  | |
|  | Nisu: phân nhánh Nisu, phân nhánh Axi-Pu                                                                    |
|  | |

|  | Lisu: Lisu, Lolopo, vân vân...           |
|  |                                          |
|  | Nisu: phân nhánh Nisu, phân nhánh Axi-Pu |
|  |                                          |

|  | Ca Trác: Ca Trác (Kazhuo), Samu (Samatao), Sanie, Sadu, Meuma                                               |
|  | |
|  | \| \| Lisu: Lisu, Lolopo, vân vân... \| \| \| \| \| \| Nisu: phân nhánh Nisu, phân nhánh Axi-Pu \| \| \| \| |
|  | |
|  | Lisu: Lisu, Lolopo, vân vân...                                                                              |
|  | |
|  | Nisu: phân nhánh Nisu, phân nhánh Axi-Pu                                                                    |
|  | |

|  | Lisu: Lisu, Lolopo, vân vân...           |
|  |                                          |
|  | Nisu: phân nhánh Nisu, phân nhánh Axi-Pu |
|  |                                          |

|  | Ca Trác: Ca Trác (Kazhuo), Samu (Samatao), Sanie, Sadu, Meuma                                               |
|  | |
|  | \| \| Lisu: Lisu, Lolopo, vân vân... \| \| \| \| \| \| Nisu: phân nhánh Nisu, phân nhánh Axi-Pu \| \| \| \| |
|  | |
|  | Lisu: Lisu, Lolopo, vân vân...                                                                              |
|  | |
|  | Nisu: phân nhánh Nisu, phân nhánh Axi-Pu                                                                    |
|  | |

|  | Lisu: Lisu, Lolopo, vân vân...           |
|  |                                          |
|  | Nisu: phân nhánh Nisu, phân nhánh Axi-Pu |
|  |                                          |

|  | Ca Trác: Ca Trác (Kazhuo), Samu (Samatao), Sanie, Sadu, Meuma                                               |
|  | |
|  | \| \| Lisu: Lisu, Lolopo, vân vân... \| \| \| \| \| \| Nisu: phân nhánh Nisu, phân nhánh Axi-Pu \| \| \| \| |
|  | |
|  | Lisu: Lisu, Lolopo, vân vân...                                                                              |
|  | |
|  | Nisu: phân nhánh Nisu, phân nhánh Axi-Pu                                                                    |
|  | |

|  | Lisu: Lisu, Lolopo, vân vân...           |
|  |                                          |
|  | Nisu: phân nhánh Nisu, phân nhánh Axi-Pu |
|  |                                          |

|  | Ca Trác: Ca Trác (Kazhuo), Samu (Samatao), Sanie, Sadu, Meuma                                               |
|  | |
|  | \| \| Lisu: Lisu, Lolopo, vân vân... \| \| \| \| \| \| Nisu: phân nhánh Nisu, phân nhánh Axi-Pu \| \| \| \| |
|  | |
|  | Lisu: Lisu, Lolopo, vân vân...                                                                              |
|  | |
|  | Nisu: phân nhánh Nisu, phân nhánh Axi-Pu                                                                    |
|  | |

|  | Lisu: Lisu, Lolopo, vân vân...           |
|  |                                          |
|  | Nisu: phân nhánh Nisu, phân nhánh Axi-Pu |
|  |                                          |

|  | Ca Trác: Ca Trác (Kazhuo), Samu (Samatao), Sanie, Sadu, Meuma                                               |
|  | |
|  | \| \| Lisu: Lisu, Lolopo, vân vân... \| \| \| \| \| \| Nisu: phân nhánh Nisu, phân nhánh Axi-Pu \| \| \| \| |
|  | |
|  | Lisu: Lisu, Lolopo, vân vân...                                                                              |
|  | |
|  | Nisu: phân nhánh Nisu, phân nhánh Axi-Pu                                                                    |
|  | |

|  | Lisu: Lisu, Lolopo, vân vân...           |
|  |                                          |
|  | Nisu: phân nhánh Nisu, phân nhánh Axi-Pu |
|  |                                          |

|  | Ca Trác: Ca Trác (Kazhuo), Samu (Samatao), Sanie, Sadu, Meuma                                               |
|  | |
|  | \| \| Lisu: Lisu, Lolopo, vân vân... \| \| \| \| \| \| Nisu: phân nhánh Nisu, phân nhánh Axi-Pu \| \| \| \| |
|  | |
|  | Lisu: Lisu, Lolopo, vân vân...                                                                              |
|  | |
|  | Nisu: phân nhánh Nisu, phân nhánh Axi-Pu                                                                    |
|  | |

|  | Lisu: Lisu, Lolopo, vân vân...           |
|  |                                          |
|  | Nisu: phân nhánh Nisu, phân nhánh Axi-Pu |
|  |                                          |

|  | Ca Trác: Ca Trác (Kazhuo), Samu (Samatao), Sanie, Sadu, Meuma                                               |
|  | |
|  | \| \| Lisu: Lisu, Lolopo, vân vân... \| \| \| \| \| \| Nisu: phân nhánh Nisu, phân nhánh Axi-Pu \| \| \| \| |
|  | |
|  | Lisu: Lisu, Lolopo, vân vân...                                                                              |
|  | |
|  | Nisu: phân nhánh Nisu, phân nhánh Axi-Pu                                                                    |
|  | |

|  | Lisu: Lisu, Lolopo, vân vân...           |
|  |                                          |
|  | Nisu: phân nhánh Nisu, phân nhánh Axi-Pu |
|  |                                          |

|  | Ca Trác: Ca Trác (Kazhuo), Samu (Samatao), Sanie, Sadu, Meuma                                               |
|  | |
|  | \| \| Lisu: Lisu, Lolopo, vân vân... \| \| \| \| \| \| Nisu: phân nhánh Nisu, phân nhánh Axi-Pu \| \| \| \| |
|  | |
|  | Lisu: Lisu, Lolopo, vân vân...                                                                              |
|  | |
|  | Nisu: phân nhánh Nisu, phân nhánh Axi-Pu                                                                    |
|  | |

|  | Lisu: Lisu, Lolopo, vân vân...           |
|  |                                          |
|  | Nisu: phân nhánh Nisu, phân nhánh Axi-Pu |
|  |                                          |

|  | Ca Trác: Ca Trác (Kazhuo), Samu (Samatao), Sanie, Sadu, Meuma                                               |
|  | |
|  | \| \| Lisu: Lisu, Lolopo, vân vân... \| \| \| \| \| \| Nisu: phân nhánh Nisu, phân nhánh Axi-Pu \| \| \| \| |
|  | |
|  | Lisu: Lisu, Lolopo, vân vân...                                                                              |
|  | |
|  | Nisu: phân nhánh Nisu, phân nhánh Axi-Pu                                                                    |
|  | |

|  | Lisu: Lisu, Lolopo, vân vân...           |
|  |                                          |
|  | Nisu: phân nhánh Nisu, phân nhánh Axi-Pu |
|  |                                          |

|  | Ca Trác: Ca Trác (Kazhuo), Samu (Samatao), Sanie, Sadu, Meuma                                               |
|  | |
|  | \| \| Lisu: Lisu, Lolopo, vân vân... \| \| \| \| \| \| Nisu: phân nhánh Nisu, phân nhánh Axi-Pu \| \| \| \| |
|  | |
|  | Lisu: Lisu, Lolopo, vân vân...                                                                              |
|  | |
|  | Nisu: phân nhánh Nisu, phân nhánh Axi-Pu                                                                    |
|  | |

|  | Lisu: Lisu, Lolopo, vân vân...           |
|  |                                          |
|  | Nisu: phân nhánh Nisu, phân nhánh Axi-Pu |
|  |                                          |

|  | Ca Trác: Ca Trác (Kazhuo), Samu (Samatao), Sanie, Sadu, Meuma                                               |
|  | |
|  | \| \| Lisu: Lisu, Lolopo, vân vân... \| \| \| \| \| \| Nisu: phân nhánh Nisu, phân nhánh Axi-Pu \| \| \| \| |
|  | |
|  | Lisu: Lisu, Lolopo, vân vân...                                                                              |
|  | |
|  | Nisu: phân nhánh Nisu, phân nhánh Axi-Pu                                                                    |
|  | |

|  | Lisu: Lisu, Lolopo, vân vân...           |
|  |                                          |
|  | Nisu: phân nhánh Nisu, phân nhánh Axi-Pu |
|  |                                          |

Nhóm Nisu, Lisu, và Ca Trác có quan hệ gần, tạo nên một nhóm ("Ni-Li-Ca") nằm cùng mức với 5 nhánh ngôn ngữ Lô Lô khác. Guillaume Jacques & Alexis Michaud (2011) cho rằng nhóm Nạp Tây thuộc nhóm Khương thay vì Lô Lô.
Nhánh Lawu mới được đề xuất gần đây.
Phân tích phát sinh điện toán mà Satterthwaite-Phillips (2011) thực hiện lên nhóm ngôn ngữ Lô Lô-Miến không ủng hộ việc xếp nhóm Nạp Tây vào nhóm Lô Lô-Miến, nhưng đồng thời khẳng định nhóm La Hủ và nhóm Nusu là hai nhóm phân định rạch ròi.